# Taszmi-Szarruma
Taszmi-Szarruma (Tašmi-Šarruma) hettita herceg III. Hattuszilisz egyik fiának neve, ezen kívül azonban személye bizonytalan. A név hurri eredetű, és ebben a korban a hettita uralkodóházban második névként volt szokásos a hurri névadás. Ennek megfelelően e személy Tudhalijasz (Tudḫaliyaš) néven is feltűnik a forrásokban. Ennek alapján sokszor azonosítják III. Hattuszilisz trónörökösével és utódjával, III. Tudhalijasszal. Azonban egyfelől úgy tűnik, Hattuszilisznek több Tudhalijasz nevű fia volt, másfelől III. Tudhalijasz a Hiszmi-Szarruma (Ḫišmi-Šarruma) hurri nevet használta. Ténynek tűnik, hogy Hattuszilisz egy Tudhalijasz nevű fiát Nerikkailisz trónöröklési jogának megvonása után trónörökösnek nevezte. Nem tudni, hogy ez a személy azonos-e egy másik Tudhalijasszal, akit a források szintén a fiának neveznek, és a GAL.MEŠEDI (a királyi testőrség parancsnoka) címet viselte (HDT#18B).
Az értelmezésnek két alapvető változata lehet:
1. Taszmi-Szarruma és Hiszmi-Szarruma azonos. Ez esetben nem világos, hogy miért fordul elő ilyen sokféle név III. Tudhalijasszal kapcsolatban.
2. Taszmi-Szarruma és Hiszmi-Szarruma két különböző személy. Ez esetben lehetséges, mindketten Hattuszilisz fiai voltak, és mindkettőjük hettita neve Tudhalijasz volt.

Mindkét lehetőségnek számos alverziója képzelhető el.

## Külső hivatkozások
- Hittites.info